# Conférence de Londres (1866)
Pour les articles homonymes, voir Liste des traités de Londres.

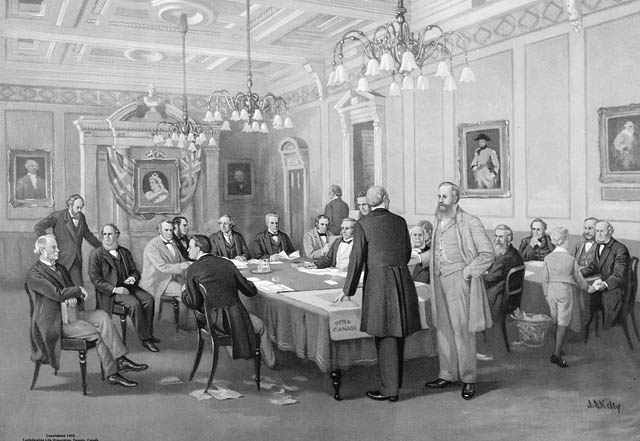
La réunion des pères de la confédération à Londres

La Conférence de Londres fut tenue au Royaume-Uni en décembre 1866 et fut la dernière d'une série de conférences qui ont mené à la Confédération canadienne en 1867.
Des délégués de la province du Canada, la Nouvelle-Écosse et le Nouveau-Brunswick s'accordent pour tenir cette conférence à Londres afin de rencontrer des officiers du gouvernement britannique pour créer l'ébauche de l'Acte de l'Amérique du Nord britannique. Cette conférence est beaucoup plus modeste que les deux précédentes, réunissant un total de seize membres.
Les réunions débutent, après des discussions préliminaires, le 4 décembre au Palais de Westminster, à Londres. Il s'agit de passer en revue de façon minutieuse les résolutions de Québec pour tenter d'en sortir une ébauche de projet de loi. Charles Tupper avait promis aux forces anti-confédération de la Nouvelle-Écosse de faire amender le projet pour répondre à leurs inquiétudes ; toutefois, il s'avère incapable d'y apporter les modifications voulues. Un point de discorde fut l'éducation, les évêques catholiques revendiquant un système d'écoles séparées. Les délégués des maritimes s'y opposaient, et un compromis fut trouvé dans la section 93 de l'AANB, qui garantit des systèmes scolaires séparées au Québec et en Ontario mais pas en Nouvelle-Écosse ou au Nouveau-Brunswick.
Les délégués choisissent le nom « Canada » comme nom pour la Confédération, et rebaptisent les deux moitiés de la province du Canada, scindée en deux provinces distinctes : Canada-Ouest devient l'Ontario, et Canada-Est devient le Québec. Lorsque vient le temps de trouver une désignation pour le pays, le délégué Samuel Leonard Tilley propose une idée tirée du Psaume 72 de la Bible (verset 8) : « Il dominera d'une mer à l'autre, et du fleuve aux extrémités de la terre. » On crée ainsi le Dominion du Canada.